# Мужская сборная Югославии по волейболу
Мужская национальная сборная Югославии по волейболу — до 1991 года представляла Социалистическую Федеративную Республику Югославии на международных соревнованиях по волейболу. Управляющей организацией выступал Волейбольный союз Югославии.

## История
В качестве вида спорта волейбол в Югославии (Королевстве сербов, хорватов и словенцев) получил развитие в 1924 году после проведения в Белграде, Загребе и Любляне курсов по новой игре под руководством американца У.Вейланда. После второй мировой войны в 1945 году прошли первые чемпионаты Югославии среди мужчин и женщин. В 1946 в составе Союза физической культуры Югославии был основан Волейбольный союз Югославии, через год ставший одним из соучредителей Международной федерации волейбола (ФИВБ). В 1949 волейбольная федерация страны стала независимой.
Впервые сборная Югославии была сформирована в сентябре 1946 года для участия в первом Балканском чемпионате, проходившем в столице Румынии Бухаресте. Уступив в стартовом матче сборной Болгарии, в последующих двух играх югославские волейболисты победили команды Румынии и Албании и стали серебряными призёрами турнира.
В официальных международных соревнованиях под эгидой ФИВБ мужская сборная Югославии дебютировала в сентябре 1951 года на чемпионате Европы, прошедшем в столице Франции Париже. В первом своём матче югославы победили сборную Португалии со счётом 3:0. В дальнейшем по ходу турнира югославская команда одержала ещё 3 победы и четырежды проиграла, заняв в итоге 5-е место.
В дальнейшем сборная Югославии на протяжении почти четверти века выступала весьма скромно. На чемпионатах мира команда выше 8-го места не поднималась, а на европейских первенствах до середины 1970-х лучшим её результатом были 5-е места.
Лучшим периодом в истории мужской сборной Югославии были 1975—1980 годы. На проходившем в 1975 в Югославии чемпионате Европы команда хозяев выиграла бронзовые награды. Из 5 матчей финального раунда югославские волейболисты выиграли в трёх, уступив победителю турнира — сборной СССР — лишь в пяти партиях. Через 4 года сборная Югославии повторила свой бронзовый успех на континентальном первенстве во Франции. В 1980 году югославская команда единственный раз в своей истории была среди участников олимпийского волейбольного турнира, где заняла 6-е место.
В последующие годы сборная Югославии успехов не добивалась. Её локальные успехи были связаны лишь со Средиземноморскими играми, где она за волейбольную историю этих мультиспортивных соревнований 5 раз становилась победителем, и с чемпионатами стран Балканского полуострова (Балканиадами), в которых югославская национальная команда четырежды занимала 1-е место и 16 раз становилась призёром соревнований.
В 1992 году Социалистическая Федеративная Республика Югославия распалась на 5 государств — Союзную Республику Югославии, Хорватию, Словению, Республику Македонию и Боснию и Герцеговину. В составе Волейбольного союза Югославии остались только федерации волейбола Сербии и Черногории. Федерации остальных республик стали независимыми и в течение 1992 и 1993 годов вступили в ФИВБ. Название сборная Югославии до 2003 года применялось для сборной Сербии и Черногории — двух республик, оставшихся в составе югославского государства (подробнее см. в статье Мужская сборная Сербии и Черногории по волейболу).

## Результаты выступлений и составы

### Олимпийские игры
- 1964 — не участвовала
- 1968 — не участвовала
- 1972 — не участвовала
- 1976 — не квалифицировалась
- 1980 — 6-е место
- 1984 — не участвовала
- 1988 — не участвовала
- 1992 — не квалифицировалась

- 1980: Владимир Богоевски, Владимир Трифунович, Младен Кашич, Александар Тасевски, Здравко Кулич, Горан Србиновски, Слободан Лозанчич, Винко Добрич, Боро Йович, Радован Малевич, Миодраг Митич, Любомир Травица. Тренер — Таки Джиков.

### Чемпионаты мира
| - 1949 — не участвовала - 1952 — не участвовала - 1956 — 10-е место - 1960 — не участвовала - 1962 — 8-е место - 1966 — 8-е место | - 1970 — 11-е место - 1974 — не квалифицировалась - 1978 — отказ от участия - 1982 — не квалифицировалась - 1986 — не участвовала - 1990 — не квалифицировалась |

- 1956: Слободан Милославлевич, Иван Попович, Владо Скребинек, Бранко Стефанович, Боголюб Стоимирович, Зденко Микина, Зоран Живкович, Петар Боич, Драшко Салопек, Никола Джорджевич, Йосип Крешич, Гордан Янкович. Тренер — Боян Странич.
- 1962: Адольф Урнаут, Бранислав Булатович, Урош Рибарич, Драган Раячич, Петар Боич, Йосип Томлянович, Зоран Живкович, Зоран Петрович, Владимир Янкович, Стеван Палишашки, Матьяж Йедретич, Младен Кос. Тренер — Драгослав Сиротанович.
- 1966: Адольф Урнаут, Синиша Бакарец, Бранислав Булатович, Никола Микович, Петар Боич, Зденко Шпет, Зоран Живкович, Зоран Петрович, Владимир Янкович, Милош Грбич, Любомир Боич, Младен Кос. Тренер — Сава Грозданович.
- 1970: Адольф Урнаут, Владимир Бошняк, Милош Грбич, Светислав Петрович, Синиша Бакарец, Никола Донев, Мате Пилич, Душан Раделевич, Владимир Янкович, Звонимир Брозич, Миодраг Гвозденович, Младен Кос. Тренер — Драго Томич.

### Кубок мира
- 1965 — 8-е место
- 1969 — не участвовала
- 1977 — отказ от участия
- 1981 — не участвовала
- 1985 — не участвовала
- 1989 — не участвовала
- 1991 — не участвовала

### Чемпионаты Европы
| - 1948 — не участвовала - 1950 — не участвовала - 1951 — не участвовала - 1955 — не участвовала - 1958 — 9-е место - 1963 — 9-е место - 1967 — 4-е место - 1971 — 4-е место | - 1975 — 7-е место - 1977 — 9-е место - 1979 — 9-е место - 1981 — 6-е место - 1983 — 6-е место - 1985 — не квалифицировалась - 1987 — не квалифицировалась - 1989 — 9-е место |

- 1975: Милош Грбич, Миодраг Гвозденович, Никола Матияшевич, Винко Добрич, Ласло Лукач, Александр Боричич, Владимир Богоевски, Владимир Бошняк, Ивица Елич, Слободан Лозанчич, Мирсад Элезович, Живоин Врачарич. Тренер — Виктор Кревсел.
- 1979: Любомир Травица, Горан Србиновски, Слободан Лозанчич, Владимир Трифунович, Миодраг Митич, Александр Тасевски, Радован Малевич, Боро Йович, Владимир Богоевски, Винко Добрич, Здравко Кулич, Драган Нишич. Тренер — Таки Джиков.

### Средиземноморские игры
- 1-е место — 1963, 1967, 1971, 1975, 1979.
- 2-е место — 1991.

### Балканиада
- 1-е место — 1947, 1981, 1986, 1988.
- 2-е место — 1946, 1948, 1974, 1977, 1979, 1990.
- 3-е место — 1970, 1971, 1972, 1973, 1975, 1976, 1978, 1980, 1982, 1985.